# Johan Adolf van Daun-Falkenstein
Johan Adolf van Daun-Falkenstein (5 juni 1582 – 13 maart 1623) was graaf van Falkenstein en erfheer van Broich en Bürgel (bij Bamberg)

## Leven
Johan Adolf was een zoon van Wirich VI van Daun-Falkenstein (1542–1598) en gravin Elisabeth van Manderscheid-Blankenheim (1544–1586). Zij was een dochter van graaf Arnold I van Manderscheid-Blankenheim (1500–1548) en gravin Margarethe van Wied (1516–1571). Na het overlijden van zijn moeder huwde zijn vader met haar zuster Anna Margaretha.
Johan Adolf werd op 22 juli 1582 op slot Broich gedoopt. Toen zijn vader in 1598 door de Spanjaarden vermoord werd studeerde hij samen met zijn broer op de Universiteit van Orléans.
Johans sympathieën ten aanzien van het huis Nassau ontstonden toen zijn stiefmoeder Anna Margaretha van Manderscheid, zich op 7 juni 1601 verloofde met Lodewijk Gunther van Nassau.

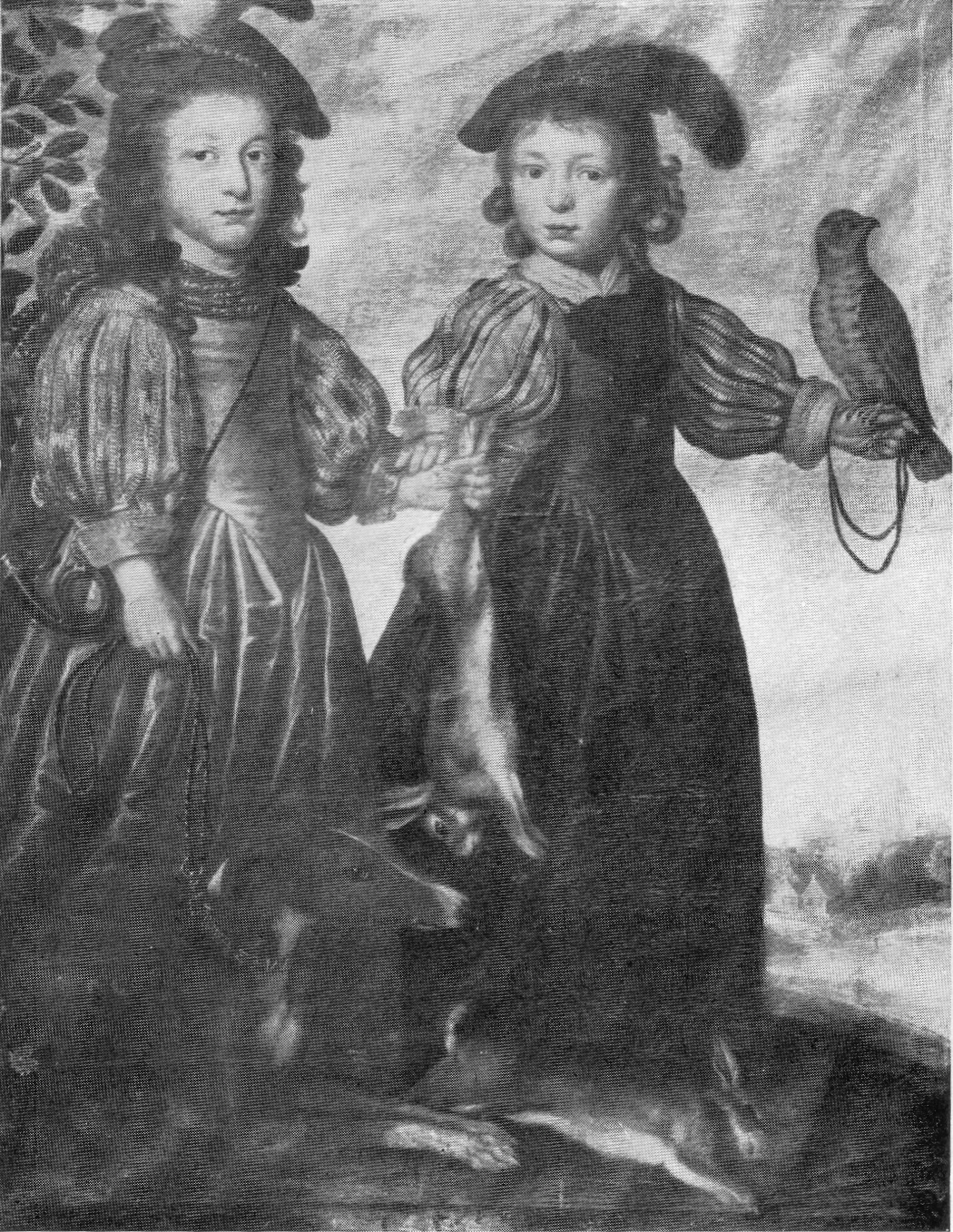
Willem Wirich en Emich

### Huwelijk en kinderen
Hij verloofde zich in de herfst van 1609 met Anna Maria van Nassau-Siegen (3 maart 1589 - 15 februari 1643), een dochter van Johan VII van Nassau-Siegen en Magdalena van Waldeck-Wildungen. Hun huwelijk vond plaats op 3 februari 1611 in Dillenburg waarna geboren werden:
- een jong overleden zoon (8 april 1612 - 1612)
- Wilhelm Wirich van Daun-Falkenstein (1 juni 1613 - 22 augustus 1682). Hij trouwde (1) op 8 oktober 1634 met Elisabeth van Waldeck (1610–1647) de dochter van Christiaan van Waldeck-Wildungen en Elisabeth van Nassau-Siegen. Hij trouwde (2) in 1663 met Agnes Katharina van Limburg Stirum (1629–1686) de dochter van Bernard Albrecht van Limburg Stirum (1597–1637) graaf van Limburg en Bronckhorst, heer te Stirum en Anna Maria van den Bergh-'s-Heerenberg (1600–1653), een buitenechtelijke dochter van Hendrik van den Bergh.
- Emich van Daun-Falkenstein (ca. 1614 - 1642). Hij sneuvelde 6 dagen na zijn huwelijk in een duel. Hij trouwde in 1642 in Keulen met Alexandrina Maria van Vehlen de dochter van Alexander II de Jonge van Vehlen en Alexandrine Maria Huyn van Amstenrath en Geleen (1594–1654)
- Anna Elisabeth van Vehlen (Broich, ca. 1615 - 19 januari 1706) Zij trouwde op 6 augustus 1636 met Johan Albrecht van Solms-Braunfels (1599–1648). Hij was een zoon van Johan Albrecht I van Solms-Braunfels en Agnes van Sayn-Wittgenstein-Homburg-Vallendar.